# Salvadanaio

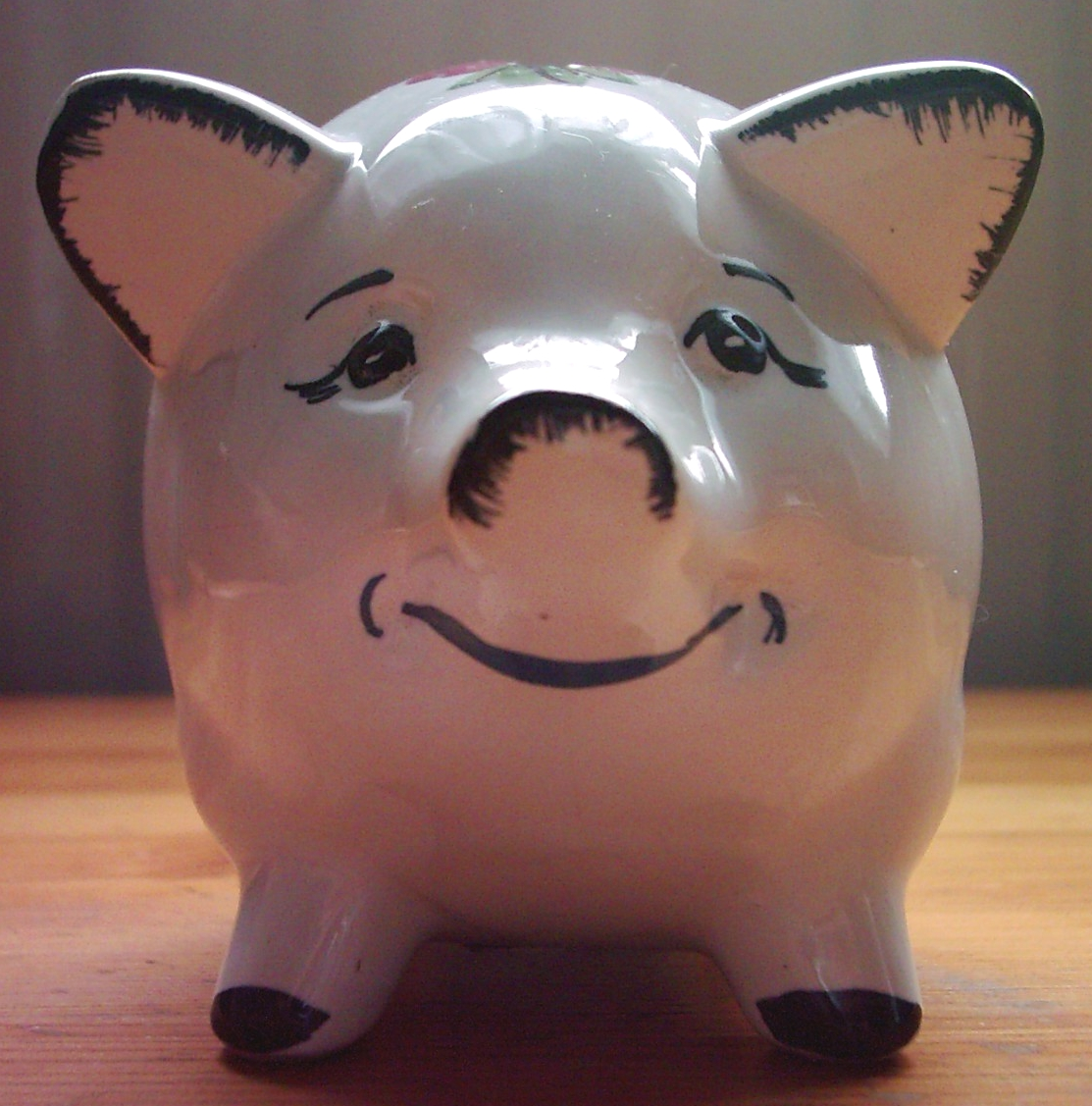
Un salvadanaio

Un salvadanaio o salvadanaro è un contenitore che serve a riporre ed accumulare monete, spesso utilizzato dai bambini. La forma tradizionale del salvadanaio è quella del porcellino di ceramica o porcellana. Il salvadanaio ha generalmente un'apertura sottile sulla parte superiore che serve ad infilare le monete. L'estrazione del contenuto è in genere più difficile e richiede la rimozione di un tappo o addirittura (nel caso dei contenitori in ceramica) la rottura del salvadanaio.

## Descrizione
Uno dei primi salvadanai risale al II secolo a.C. e fu rinvenuto presso Priene, in Asia Minore nel corso di scavi archeologici in un'abitazione. Ha la forma di un tempio greco adibito alla conservazione di ricchezze (thesauros) e possiede un foro sulla parte superiore dove veniva inserito il denaro.
In età romana il salvadanaio consiste generalmente in un contenitore di terracotta dalla forma tondeggiante. Ci sono numerosi resti di oggetti di questo tipo.
Dell'epoca medievale si sono conservati soprattutto scrigni di metallo assicurati per mezzo di un lucchetto. Nonostante questo la terracotta e le altre ceramiche rimasero per molti secoli il materiale più diffuso, mentre le forme zoomorfe diventavano sempre più comuni, ed in particolare quella del maiale, da sempre simbolo di abbondanza, utilità e sufficienza.